# Territori de Lagos
El Territori de Lagos fou un domini colonial britànic que va existir en el període de 1866 a 1886, quan la colònia de Lagos (1861 a 1866) va passar a dependre del governador de Freetown a Sierra Leone com un dels territoris integrants dels Establiments Britànics de l'Àfrica Occidental (1866 a 1874) i quan la colònia va dependre d'Accra a la Costa d'Or com un dels dos territoris integrants de la colònia de Costa d'Or i Lagos (1874 a 1886). El 13 de gener de 1886 el territori va ser restaurat com a colònia separada.
Vegeu també Territori Federal de Lagos